# 118769 Olivas
118769 Olivas este o planetă minoră (asteroid) din centura de asteroizi. A fost descoperită pe 28 august 2000 la Observatorio de Cerro Tololo⁠(d) de Marc Buie⁠(d). 
Obiectul prezintă o orbită caracterizată de o semiaxă mare de 2,7800642962292 UAi, o excentricitate de 0,074214865518635, o înclinație de 5,4677706962269 ° în raport cu ecliptica.